# Etograma
Un etograma és un conjunt de conductes discretes que són típicament presentades pels individus d'una espècie. Les categories en què es distribueixen les conductes han de ser prou estereotipades perquè diferents observadors puguin descriure'n l'aparició i repetició amb fiabilitat, així com la seva duració en alguns casos.
L'etograma acostuma a ser una eina utilitzada en estudis preliminars de conducta d'una espècie. És útil per proposar possibles comportaments innats. Un bon etograma ha d'incloure informació no només de les conductes observades, les seves freqüències i duració, sinó també de les diferències entre diferents individus i l'entorn en què s'ha observat.